# Ле Био (Горња Савоја)
Ле Био (фр. Le Biot) насеље је и општина у источној Француској у региону Рона-Алпи, у департману Горња Савоја која припада префектури Тонон ле Бен.
По подацима из 2011. године у општини је живело 468 становника, а густина насељености је износила 35,51 становника/km². Општина се простире на површини од 13,18 km². Налази се на средњој надморској висини од 822 метара (максималној 1.870 m, а минималној 660 m).

## Демографија
| 1962. | 1968. | 1975. | 1982. | 1990. | 1999. | 2011. |
| ----- | ----- | ----- | ----- | ----- | ----- | ----- |
| 183   | 231   | 215   | 286   | 333   | 340   | 468   |

График промене броја становника у току последњих година